# 사이릭스 5x86

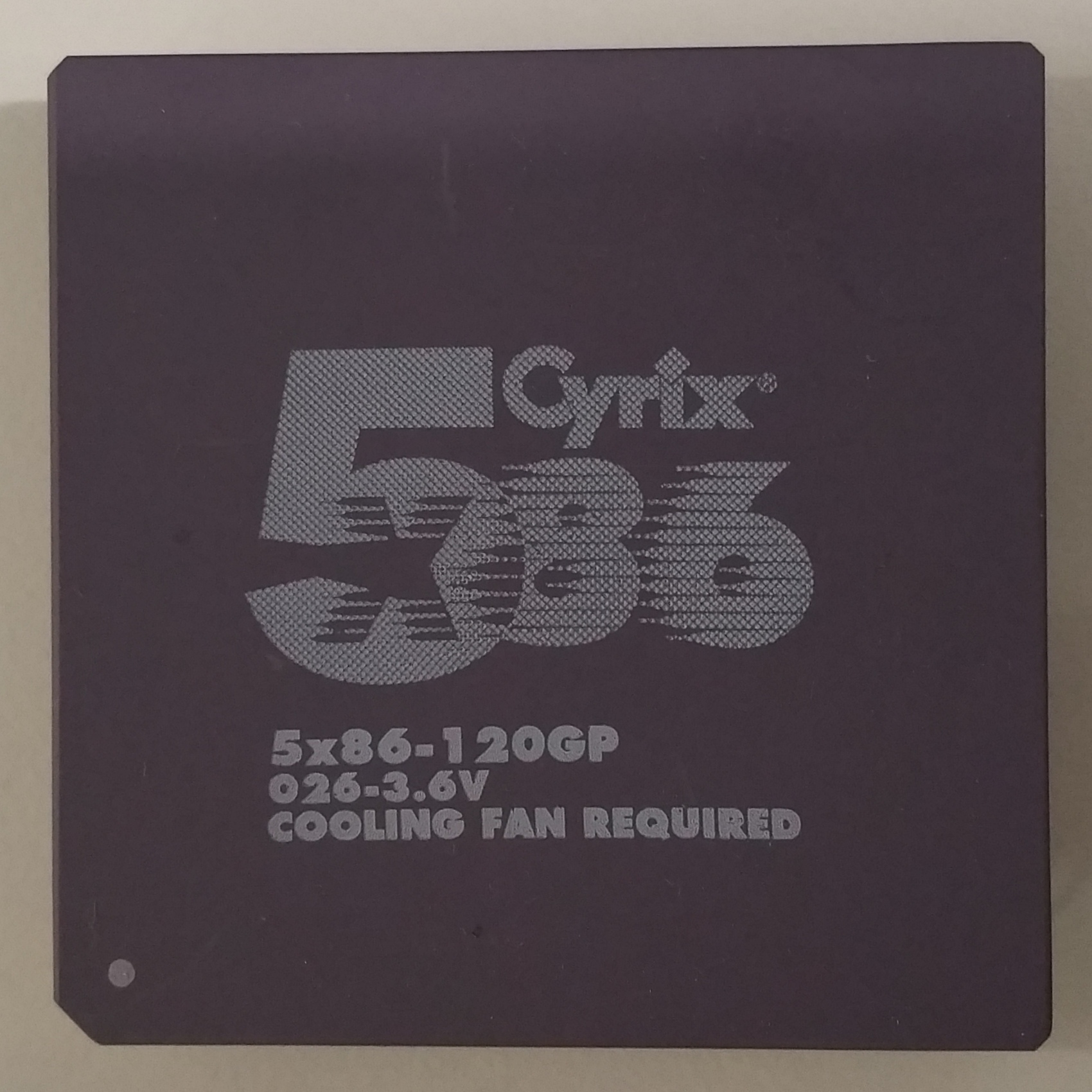
사이릭스 5x86-120GP

사이릭스 5x86(Cyrix 5x86)은 사이릭스가 설계하고 1995년 6월 5일에 출시된 x86 마이크로프로세서 제품군이다. 팹리스 기업인 사이릭스는 IBM에서 칩을 제조했다. 이 제품군은 더 유명한 사이릭스 6x86보다 약 5개월 먼저 출시되었다. 사이릭스 5x86은 소켓 3 컴퓨터 시스템용으로 생산된 가장 빠른 CPU 중 하나였다. 75 MHz에서 인텔 펜티엄 프로세서보다 대부분의 응용 프로그램에서 더 나은 성능을 제공하는 사이릭스 Cx5x86은 펜티엄 오버드라이브 외에는 인텔 펜티엄 CPU를 처리할 수 없는 486 소켓 3 메인보드에 중급 성능 프로세서 옵션을 제공하여 격차를 메웠다.
IBM 5x86C는 IBM이 브랜드화하고 생산한 사이릭스 설계의 사이릭스 Cx5x86 CPU 버전이다. 이전 IBM x86 프로세서인 IBM 386SLC 및 IBM 486SLC는 수정된 인텔 설계를 기반으로 했다.

## 설계
"M1sc"라는 코드명을 가진 사이릭스 5x86 프로세서는 사이릭스 6x86에 사용된 "M1" 코어의 축소 버전을 기반으로 하여 6x86 설계에 비해 트랜지스터를 50% 줄이면서도 80%의 성능을 제공했다. 일반적인 486 프로세서의 32비트 메모리 버스를 가졌지만, 내부적으로는 사이릭스 6x86, AMD K5, 인텔 펜티엄과 같은 5세대 프로세서는 물론 6세대 인텔 펜티엄 프로와도 공통점이 많았다. 이 칩은 i486 명령어에 대한 거의 완전한 지원을 제공했지만, 펜티엄 명령어에 대한 지원은 매우 제한적이었다. CPU의 일부 성능 향상 기능은 출시 전에 수정되지 않은 잠재적으로 안정성을 위협하는 버그로 인해 의도적으로 비활성화되었다 (이 기능은 무료로 다운로드 가능한 소프트웨어 유틸리티로 활성화할 수 있다; 아래 참조).
비슷한 이름의 SGS-Thomson (ST마이크로일렉트로닉스) ST5x86 및 IBM 5x86C는 사이릭스 설계의 라이선스 재브랜드 제품이었다 (IBM과 ST는 사이릭스의 CPU를 물리적으로 생산했다). 별도로 판매되었지만, 사이릭스가 출시하지 않은 75 MHz 에디션의 가용성과 약간의 전압 요구 사항 차이를 제외하고는 실제로는 동일했다. 그러나 사이릭스 5x86 설계는 비슷한 이름의 AMD Am5x86과 혼동해서는 안 된다. AMD Am5x86은 기본적으로 클럭 속도를 4배 높인 486이었다 (사이릭스 제품과 같은 완전히 새로운 설계는 아니었다). 하지만 성능은 대체로 비슷했고 동일한 소켓 3를 사용했으며 같은 해 말에 출시되었다.
사이릭스의 5x86은 시장 수명이 6개월에 불과한 매우 짧은 칩이었다. 사이릭스는 소켓 3 기반 프로세서를 계속 성공적으로 판매할 수도 있었지만, 당시 새로 출시된 6x86 제품과 경쟁하지 않도록 5x86을 취소했다.

## 논란과 이상 현상
공식 사이릭스 5x86 웹사이트는 최종 버전에서 기본적으로 비활성화된 칩의 여러 기능을 자랑했다. 이러한 기능 중 가장 논란이 되었던 것은 분기 예측 기능이었다. 이 기능은 회사 웹사이트에서 칩을 인텔 펜티엄 프로세서와 비교할 때 벤치마크 결과에서 활성화되었다. 특수 소프트웨어 유틸리티를 사용하여 추가 기능을 활성화하는 것은 가능했지만, 특히 초기 스테핑 레벨 칩에서 32비트 코드를 실행할 때 시스템이 불안정해지는 경우가 많았다.
사이릭스 5x86의 133 MHz, 클럭 속도를 4배 높인 버전에 대한 많은 소문도 있다. 133 MHz 버전은 매우 드물지만, 업그레이드 키트 제조업체, 특히 Gainbery에게 우선적으로 제공되었다. 100 및 120 MHz 부품 중 일부는 4배 배율 설정에 대한 지원도 포함하고 있으며, 이러한 칩 중 일부는 133 MHz에서도 작동할 수 있다. 그러나 5x86은 오버클럭이 잘 되는 것으로 알려져 있지 않다. 일반적으로 120 MHz는 제조 공정의 한계를 넘어서는 것으로 간주된다. 80 MHz (2×40 MHz) 5x86도 존재하지만, 공식적으로 출시되었는지 여부는 불분명하다.
IBM의 5x86C는 사이릭스 브랜드 부품보다 더 보수적으로 평가되었고 낮은 전압 (3.3V)에서 작동했다. 예를 들어 사이릭스가 100 MHz 부품으로 평가한 것을 IBM은 75 MHz로 표시했다. IBM 5x86C는 75 MHz 및 100 MHz 부품으로 제공되었다. 120 MHz 부품도 소수 존재하지만, IBM이 클럭 속도를 낮추기로 결정하기 전에 생산되었음을 나타내는 초기 생산 날짜를 가지고 있다. 5x86C는 사이릭스 브랜드 부품보다 훨씬 더 긴 생산 기간을 가졌다. IBM은 적어도 1998년 후반까지 5x86C를 계속 생산했지만 (쿼드 플랫 패키지만 해당), 사이릭스 자체 부품은 1996년에 단종되었다. 4배 배율 또는 스테핑 1 개정 3 코어를 구현하는 부품은 존재하지 않는 것으로 알려져 있다.

## 사양
- iDX4WB 핀배열, 168핀
- 소켓 3

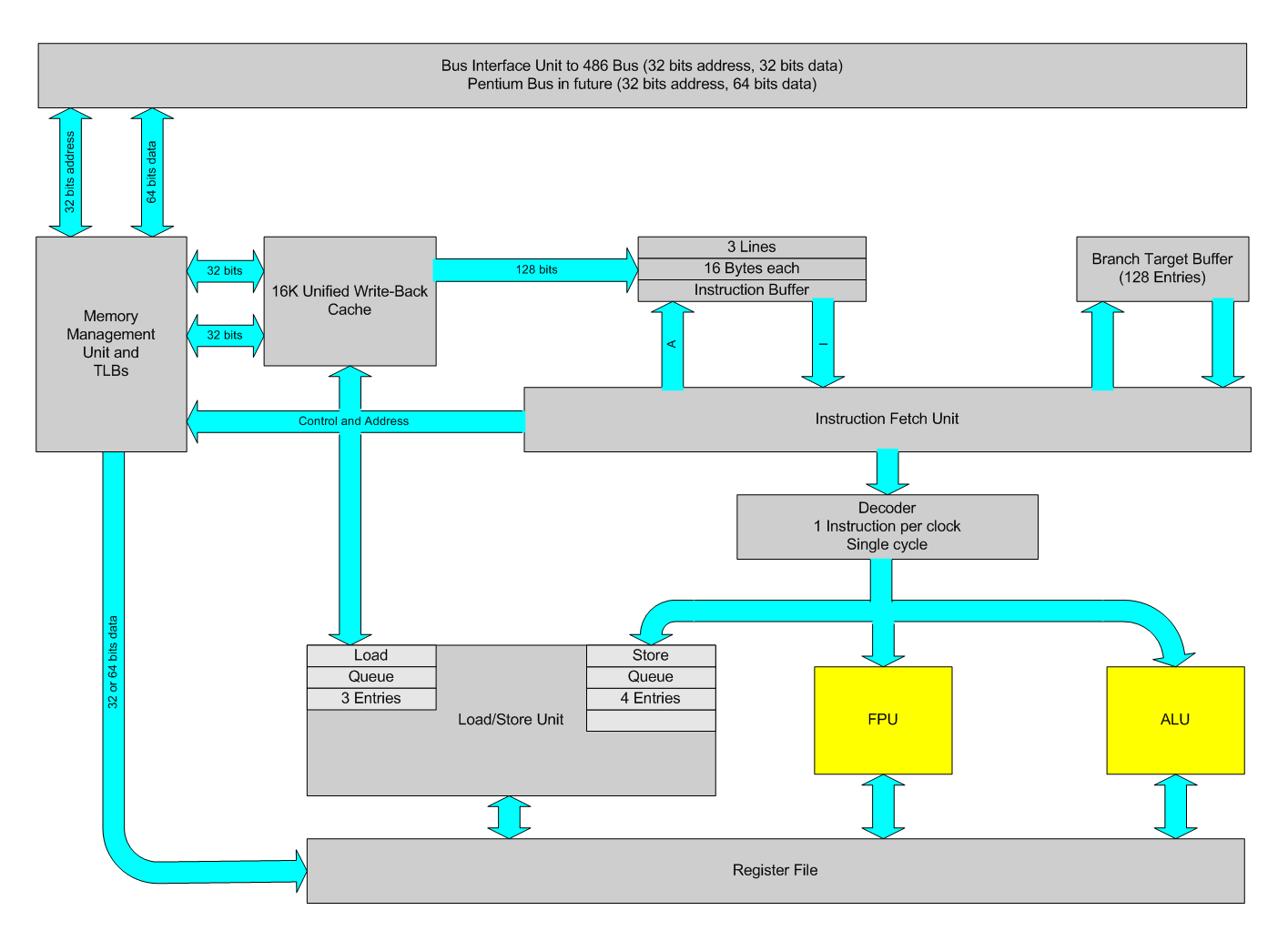
사이릭스 5x86 아키텍처.

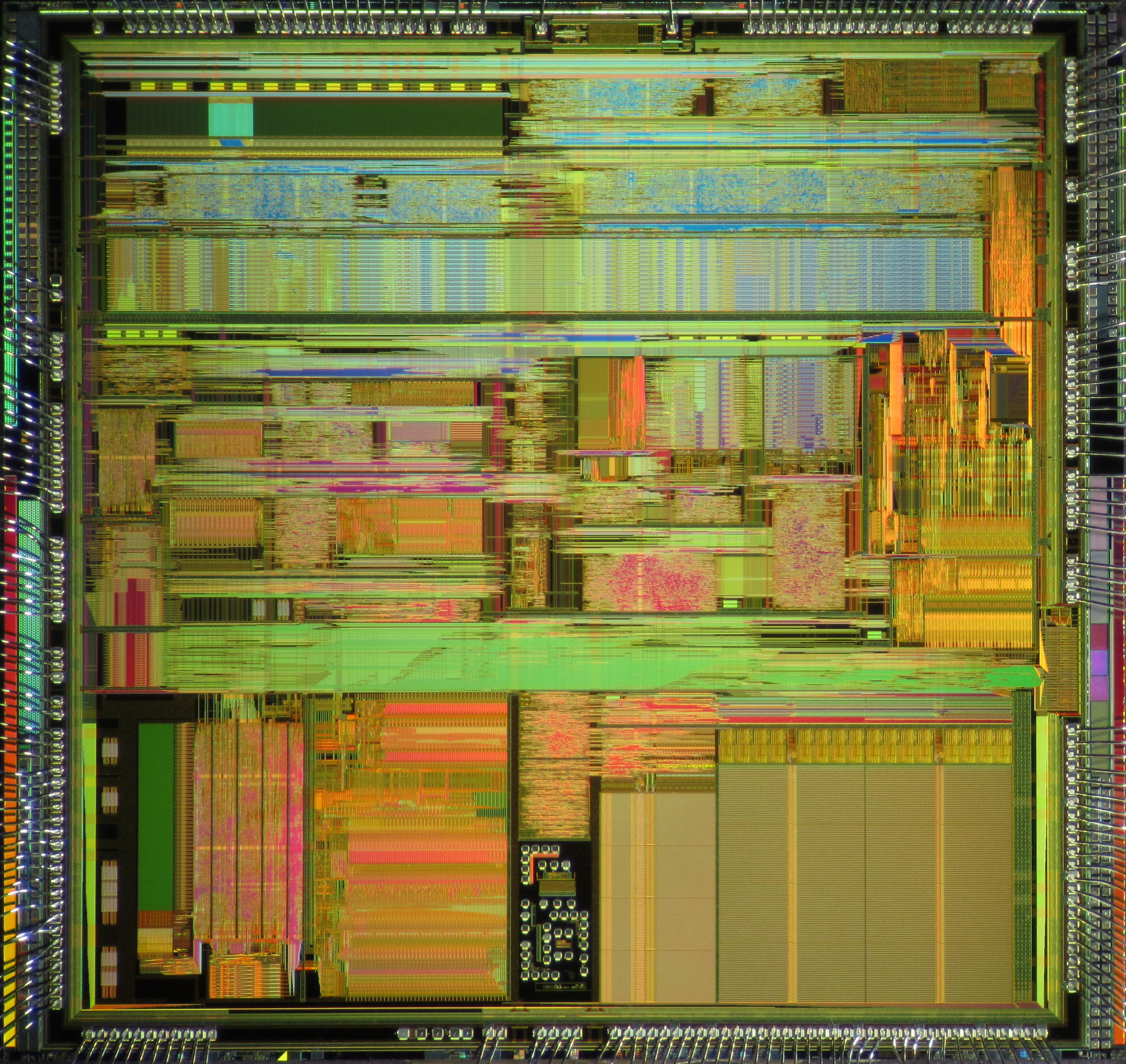
사이릭스 5x86 다이 쇼트.

- 0.65 마이크로미터 공정에서 200만 트랜지스터
- 144 mm2 다이
- 3.45볼트
- 16 킬로바이트 통합 L1 캐시

100 MHz 가능 에디션, 33 MHz (33×3) 및 50 MHz (50×2) 프론트 사이드 버스용

100 MHz 가능 에디션, 33 MHz (33×3) 및 25 MHz (25×4) 프론트 사이드 버스용

120/133 MHz 가능 에디션, 40 MHz (40×3) 및 33 MHz (33×4) 프론트 사이드 버스용.